# Шривпорт
Шри́впорт (англ. Shreveport) — город в американском штате Луизиана. 133-й по численности населения в США. Город расположен на правом берегу Ред-Ривер. Вместе с пригородами население Шривпорта превышает 375 тысяч человек. Шривпорт является финансовым центром так называемого района «Арк-Ла-Тех» — приграничной области штатов Арканзас, Луизиана и Техас. В связи с этим город носит неофициальное звание — «Ворота в Техас». Город назван в честь капитана Генри Шрива.

## География и климат
Влажный субтропический. В зимнее время температуры могут по ночам опускаться немного ниже нуля, днём же держатся на уровне 10-20 градусов. Во все остальные времена года — температура как правило превышает 20 градусов. Влажность высокая, частые дожди. Почвы сильно заболочены.
На другом берегу реки Ред-Ривер находится небольшой город Боссиер-сити (часть местных жителей произносят название как Божиер, Bossier), который практически является частью Шривпорта. В Боссиер-сити находится крупная военно-воздушная база США.
К городу вплотную примыкает и примерно на 2/3 расположено в городской черте крупное озеро — Кросс-Лейк (англ. Cross Lake), около 1-2 км в ширину и более 20 км в длину.

## Демография
Примерно поровну представлены белые и чёрные. Очень мало латиноамериканцев и выходцев из Юго-Восточной Азии.
Русскоязычное население представлено незначительно, на уровне нескольких десятков человек, преимущественно студентами, аспирантами, научными сотрудниками и стажёрами в Университете штата Луизиана.
| Год  | Численность | Численность |
| ---- | ----------- | ----------- |
| 2010 | 199 311     | [ 3 ] [ 4 ] |
| 2019 | 187 112     |             |
| 2020 | 187 593     | [ 5 ] [ 6 ] |

## Экономика
Шривпорт — промышленный город, кроме того, важную роль играют многочисленные казино (Eldorado, Sam’s Town, Horseshoe и другие) и филиал университета штата Луизиана (англ. LSU). После урагана Катрина, Шривпорт стал крупнейшим медицинским и образовательным центром в Луизиане.

## Транспорт
Аэропорт аккредитован как международный, но реально обслуживает около десятка рейсов в день преимущественно местного значения — Даллас, Атланта, Литл-Рок, Джексон, Цинциннати, а также некоторое количество чартерных рейсов (Орландо, Лас-Вегас).
Шоссе системы Интерстейт: с востока на запад — I-20, на юг уходит I-49. На север от города идёт дорога 71.

Казино в Шривпорте

Крупный железнодорожный узел преимущественно промышленного значения.
Имеется городское автобусное сообщение и станция междугородных автобусов линий «Грейхаунд» (англ. Greyhaund Lines).

## Города-побратимы
- Острава, Чехия